# Natassia Dreams
Natassia Dreams (San Diego, 31 agosto 1978) è un'attrice pornografica statunitense.

## Biografia
Nata e cresciuta a San Diego, si è trasferita a New York dove ha iniziato il periodo di transizione all'età di 19 anni. Nel 2004 a Miami entra nell'industria pornografica.

## Riconoscimenti
XBIZ Europa Awards
- 2020 - Best Sex Scene per Super Femmens con Estella Bathory e Luna Corazon[2]

Transgender Erotica Awards
- 2009 - Best North American/European Website Model
- 2017 - Lifetime Achievement Award con Wendy Williams[3]
- 2019 - Bob's Tgirls Model of the Year con Foxxy[4]
- 2023 - Transcendece Award[5]